# 맥풀
맥풀 인더스트리스 코퍼레이션(Magpul Industries Corporation)은 M-LOK과 같은 첨단 폴리머 및 복합 소총 액세서리를 설계하고 제조하는 미국의 회사이다. 맥풀 인더스트리스는 NATO 군대에서 사용하는 STANAG 탄창용 액세서리인 맥풀(MagPul, Magazine Puller)에서 이름을 따왔는데, 이 액세서리는 사용자가 파우치에서 탄창을 빼내는 데 도움을 준다.
원래 콜로라도주 볼더에 본사를 두었던 맥풀은 2013년 제안된 탄창 용량 제한법이 콜로라도주에서 많은 제품을 불법화하게 되자 주를 떠날 의사를 밝혔다. 법이 통과된 후, 맥풀은 생산 시설을 와이오밍주로, 본사를 텍사스주 오스틴로 이전했다.

## 배경

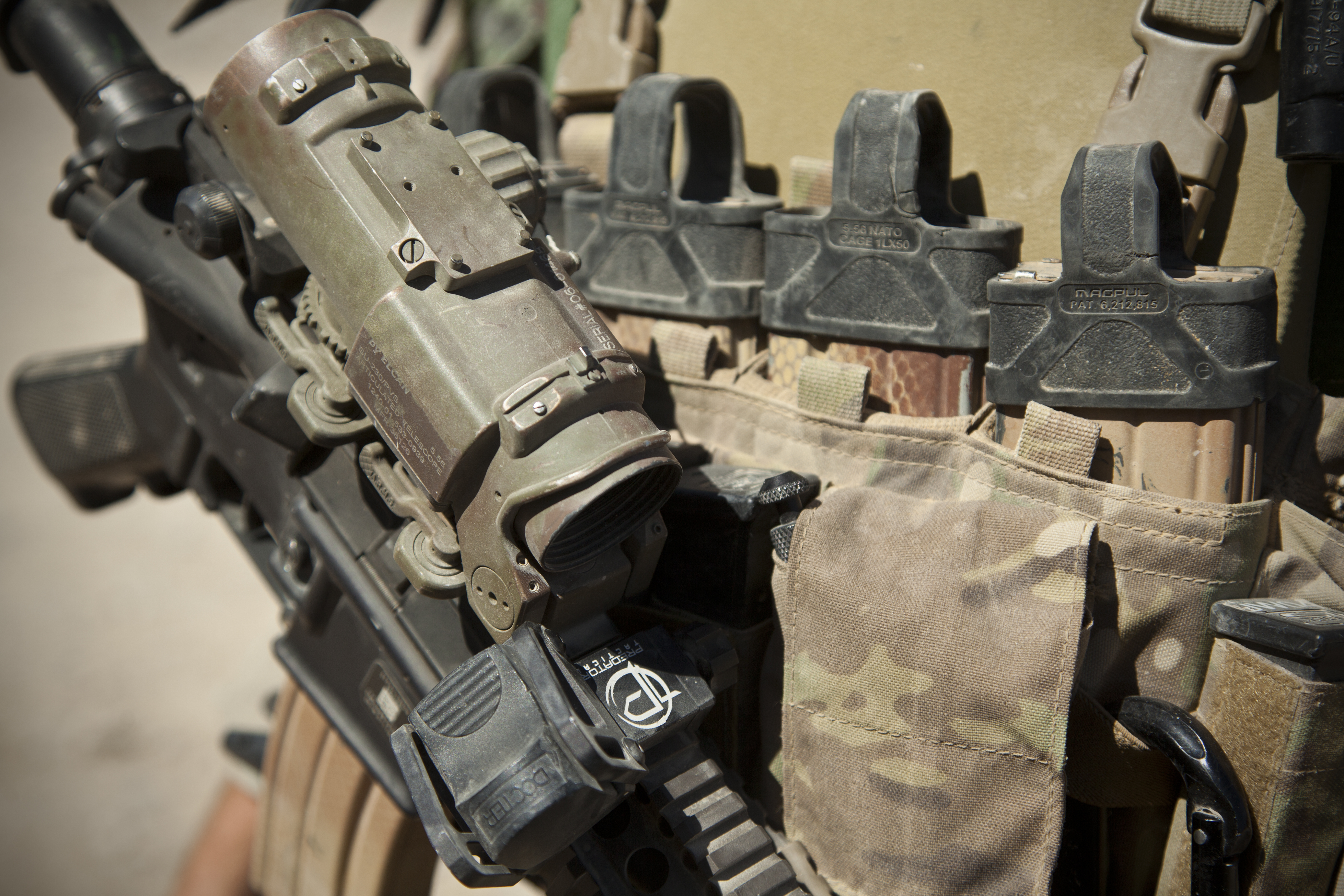
맥풀의 이름과 같은 탄창 풀러

맥풀 인더스트리스는 1999년 미국 해병대의 포스리컨 병장인 리처드 M. 피츠패트릭에 의해 설립되었다. 이 회사는 두 개의 부서로 나뉘는데, 총기 액세서리를 제조하는 맥풀 인더스트리스와 2008년 맥풀 다이내믹스로 설립된 맥풀 코어가 있다. 맥풀 코어는 총기 훈련을 제공하고 교육용 비디오를 제작한다.
맥풀은 주로 AR-15/M16 소총/M4 카빈, AK-47/AK74, 슈타이어 AUG, 헤클러운트코흐 G36 소총, 그리고 레밍턴 870 및 모스버그 500 산탄총용 폴리머 탄창, 액세서리 및 총기 부품을 설계, 제조 및 유통한다. 맥풀은 또한 레밍턴 700, 루거 10/22 및 루거 아메리칸 라이플용 소총 차대 생산에도 진출했으며, 글록 권총 및 지크자우어 권총용 탄창 및 액세서리도 생산한다.

### 연혁

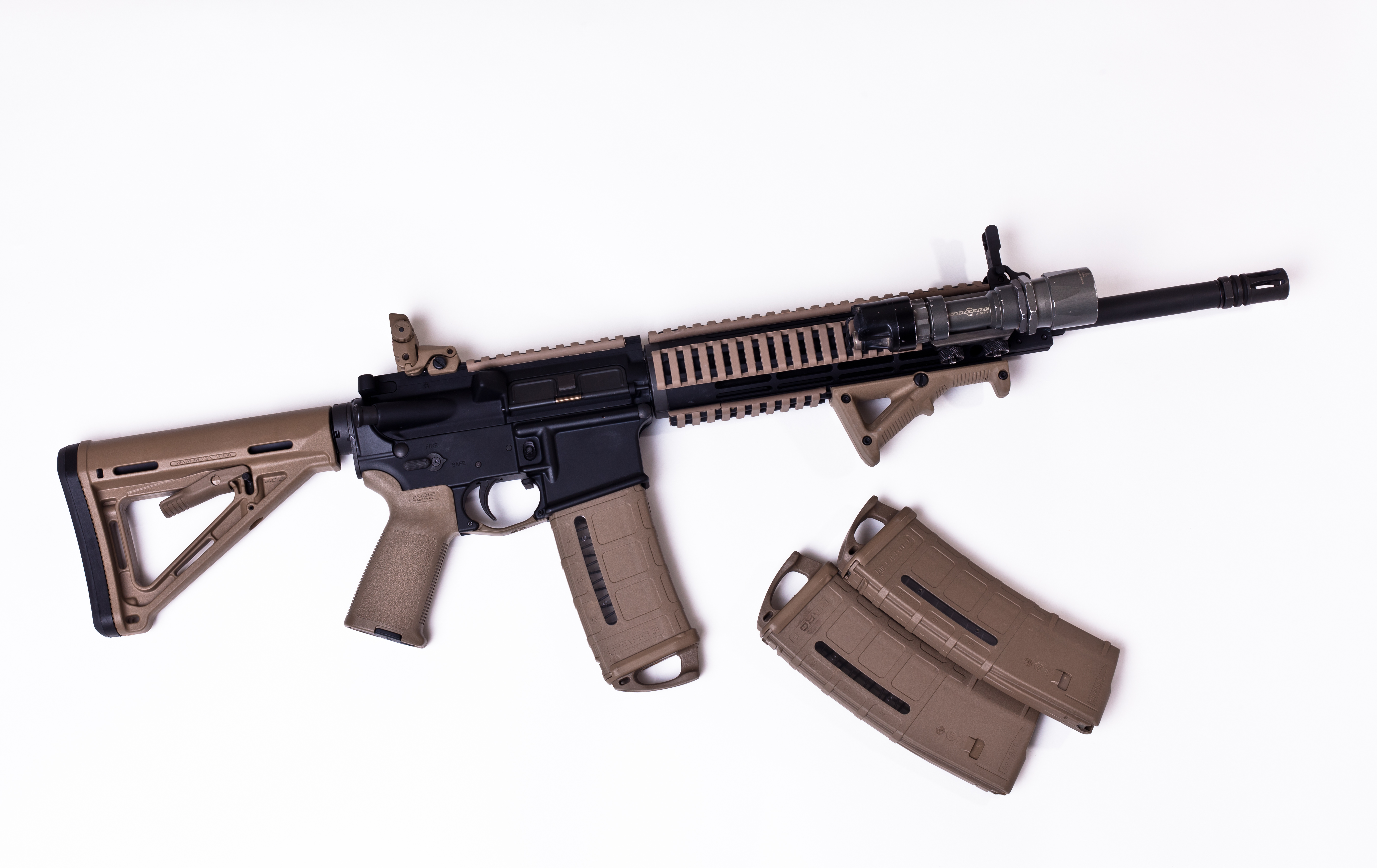
맥풀의 MOE 개머리판(회사의 CTR 개머리판과 유사하지만 동일하지는 않음), MOE 권총 손잡이 및 방아쇠울, MBUS 후방 조준경, PMAG 탄창, 래더 레일 패널, AFG 포어그립으로 장착된 AR-15; PMAG 자체는 회사의 레인저 플레이트 탄창 밑판으로 장착되었다

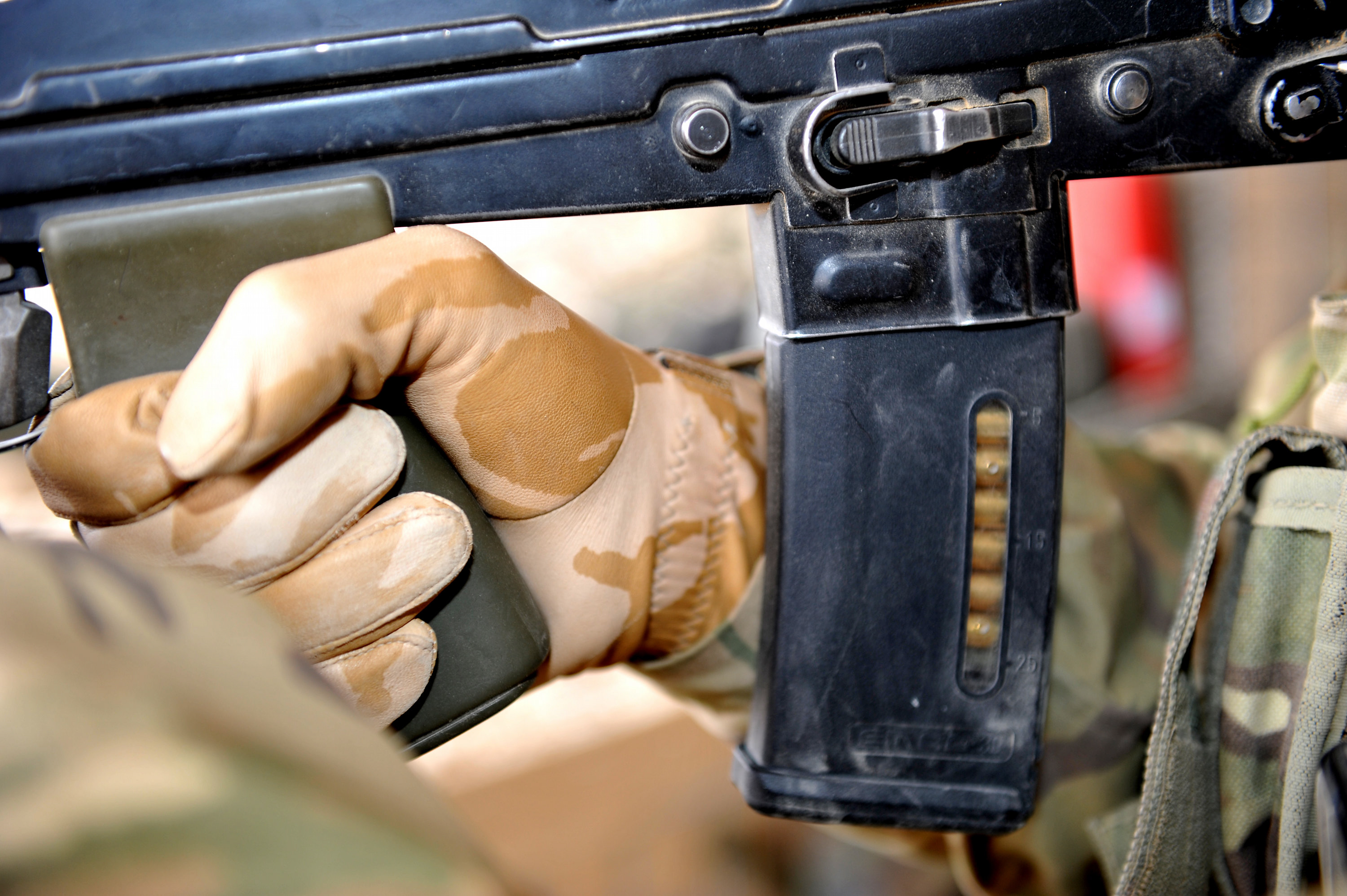
아프가니스탄에서 SA80 소총에 장착된 30발 맥풀 EMAG 박스형 탄창

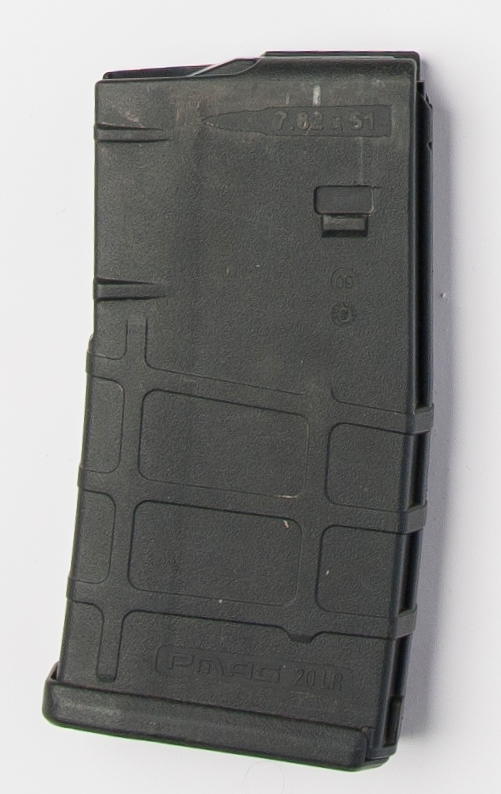
LMT L129A1 소총과 함께 사용되는 7.62×51mm PMAG

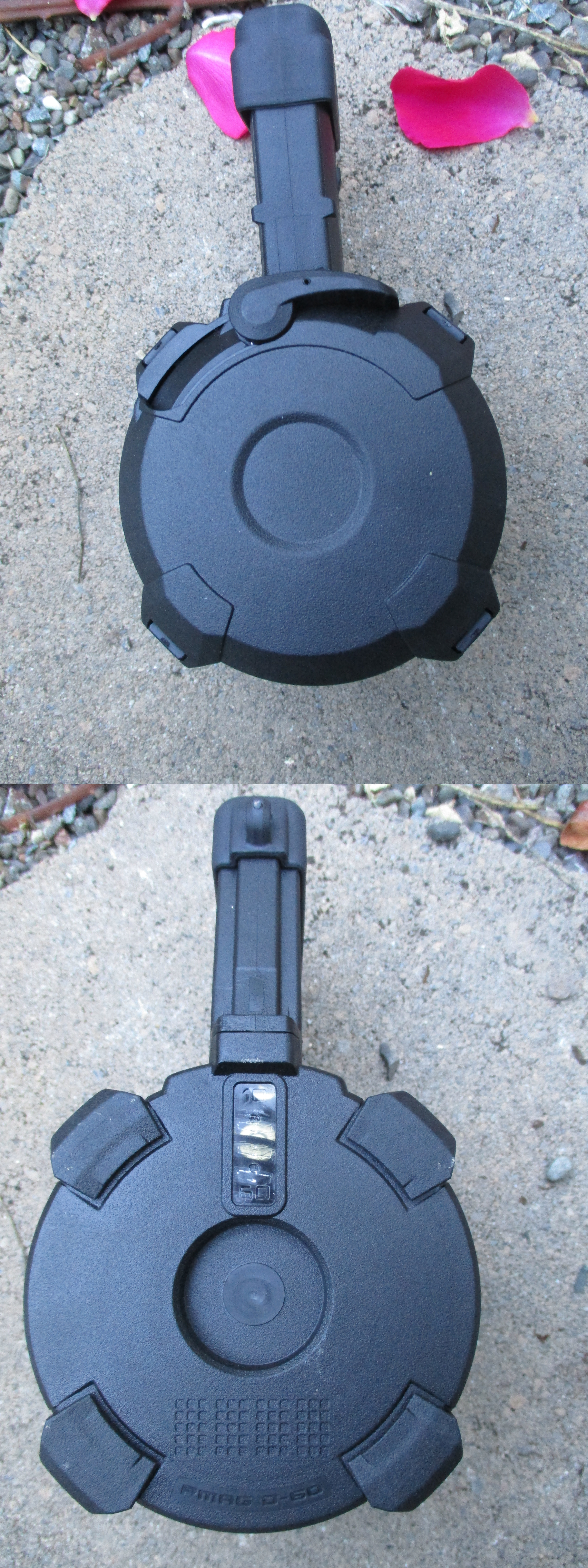
맥풀 D-60 드럼 탄창

1999년: 리처드 피츠패트릭이 오리지널 맥풀 5.56을 개발하고 NDIA에서 발표.
2000년: 맥풀 7.62와 맥풀 9mm가 출시됨.
2001년: 맥풀의 첫 특허 획득.
2002년: 미 해병대를 위해 M93 스톡 100개가 구매된 첫 공식 군사 주문.
2003년: 맥풀이 피츠패트릭의 집에서 공식 사무실로 이전하고, 첫 직원 더그 스미스가 고용됨.
2004년: 맥풀 레인저 플레이트, 자동 수평 조절 팔로어, MIAD(미션 적응형 그립)가 출시됨.
2005년: 추가 탄창 액세서리 및 회사의 두 번째 스톡인 PRS가 출시됨.
2006년: 맥풀이 첫 공식 NATO 재고 번호를 획득하고, 그들의 제품이 영화 미션 임파서블 3에 등장함.
2007년: SHOT 쇼에서 AR-15/M16 소총용 PMAG 30 탄창, UBR 스톡, 마사다 어댑티브 컴뱃 라이플이 출시됨.
2008년: MOE(Magpul Original Equipment) 라인, 맥풀 PDR 개념, FMG9, 맥풀 마수드가 출시됨. 맥풀 다이내믹스 훈련 부서가 설립됨.
2009년: HK416 및 SA80과 같은 다른 STANAG 4179 호환 무기에 맞게 설계된 EMAG(수출용 탄창)이 MBUS(맥풀 백업 조준경)와 같은 여러 다른 제품과 함께 출시됨.
2010년: 맥풀이 영국 국방부와의 4년 기간 동안 1,000,000개의 EMAG을 공급하는 입찰에서 낙찰됨. 여러 신제품이 출시됨; 아이폰 필드 케이스 포함.
2011년: MBUS2가 출시되었고, 비디오 게임 배틀필드 3의 홍보에도 등장함. 영국 국방부 계약의 첫 100,000개의 EMAG이 아프가니스탄 주둔군에게 전달됨. 맥풀은 브레슬라우 어드벤처 랠리에서 "밤밤"이라는 트럭을 후원함.
2012년: PMAG 30 Gen 3이 가을에 출시되었으며, AR-15 소총부터 이전에 EMAG이 필요했던 무기까지 모든 STANAG 4179 유형 소총과 호환되는 합성 탄창임.
2015년: 레밍턴 700 쇼트 액션 소총에 맞게 설계된 헌터 700 조절식 소총 개머리판이 1월 SHOT 쇼에서 출시됨.
2016년: 맥풀은 미 해병대에 탄창을 제조하는 독점 계약을 체결함.
2018년: 미 육군 부대가 PMAG을 획득하기 위해 조달 자금을 사용할 수 있다는 공식 발표.
2021년: 2021년 1월 11일부터 17일까지 맥풀은 "맥풀 위크"를 개최하여 매일 새로운 제품을 공개했다. 가장 중요한 것은 시제품 Magpul FMG-9의 재설계 버전인 FDC-9와 FDP-9가 포함되었으며, 2022년 출시 예정이었다.

## 총기

### 맥풀 마사다
2007년 SHOT 쇼에서 대중에게 처음 공개된 맥풀 마사다는 AR-15/M16 소총의 진화적 업그레이드로 시작되었으나, 표준 AR-15 및 M16 소총과 공통성을 유지하는 부품은 총열, 사격 통제 그룹 및 전방 조준기뿐이다.
2008년 1월, 맥풀 마사다의 설계는 부시마스터 파이어암스 인터내셔널에 라이선스되었으며, 마사다의 민간 버전은 부시마스터 ACR로 브랜딩되었다.

### 맥풀 마수드
취소된 시제품인 맥풀 마수드는 .300 윈체스터 매그넘 및 .338 구경의 가능성이 있는 7.62 × 51 mm NATO 구경의 반자동 소총이었다. 시제품이 시험 발사되었으며, 맥풀 마사다와 매우 유사하다. 스톡과 아마도 전방 부품을 포함하여 ACR과 동일한 부품을 일부 사용할 수 있다. 작동 시스템의 세부 사항은 엄격하게 보호되지만, 짧은 스트로크 가스 피스톤 작동 방식이며 맥풀 PMag의 7.62×51mm NATO 20발 변형을 사용하는 것으로 추정된다. 일체형 리시버가 있는 MIL-STD-1913 레일 시스템을 사용한다. 이 이름은 9·11 테러 이틀 전 살해된 아프간 북부동맹 (아프가니스탄)의 유명한 저항 지도자 아흐마드 샤 마스우드를 기리기 위해 선택되었다. 마수드에 기반한 새로운 시제품 소총인 키네틱 리서치 그룹의 FOX-42는 2015년에 개발 중이었다.

### 맥풀 PDR
맥풀 PDR은 불펍 디자인 원리를 활용하는 개념적인 5.56mm 구경의 개인방어무기이다. 이 무기는 STANAG 탄창을 사용하며 M16과 동일한 유형의 탄약을 발사한다. 맥풀 PDR의 목적은 M9 권총을 일반적으로 휴대하는 지원 요원들에게 더 나은 무장을 제공하면서 독점 탄약으로 인해 현재 군의 물류에 부담을 주지 않는 것이다.

### 맥풀 FMG-9
맥풀은 2008년 SHOT 쇼에서 처음 공개된 ARES FMG와 유사한 접이식 9mm 구경의 기관단총을 설계했다. 맥풀이 공개한 시제품은 글록 권총을 무기의 핵심으로 사용했다. FMG-9는 생산되지 않았지만, 2021년 맥풀 위크 동안 맥풀은 FMG-9의 재설계 버전인 FDC-9(접이식 방어용 카빈)와 FDP-9(접이식 방어용 권총)를 출시했다.

## 정치적 활동

### 무기 자유 축제 환송회
콜로라도주의 탄창 용량 제한 법안인 하우스 빌 13-1224에 대한 대응으로, 프리 콜로라도 그룹은 이 법안 통과에 관련된 여러 콜로라도 정치인들에 대한 리콜 노력을 위한 기금을 모으기 위해 "무기 자유 축제 환송회"를 조직했다. 맥풀은 이 행사를 위해 프리 콜로라도에 20,000개의 탄창을 기부했다. 이 중 18세 이상의 참가자 중 선착순 1,500명에게 무료로 탄창 하나가 주어졌으며, 이 행사에는 수천 명의 지지자가 모였다.

### 이전
2014년 1월 2일, 맥풀은 생산, 유통 및 배송 사업을 샤이엔 (와이오밍주)로, 본사를 오스틴 (텍사스주)로 이전한다고 발표했다.